# Geopolityka
Geopolityka – termin wprowadzony w 1916 r. przez szwedzkiego teoretyka państwa, Rudolfa Kjelléna, odnoszący się do zależności zagadnień geograficznych i politycznych.

## Problemy definicyjne

### Znaczenia
Termin „geopolityka” może mieć co najmniej pięć znaczeń:
- dziedzina wiedzy badająca wpływ czynników geograficznych na prowadzenie polityki zagranicznej[2];
- interdyscyplinarna nauka badająca zależności między wpływem czynników geograficznych i historycznych na powstawanie i funkcjonowanie państw (ośrodków siły). Za symboliczne narodziny tak rozumianej geopolityki jest uważany rok 1889 (publikacja Rudolfa Kjelléna);
- paradygmat badawczy charakteryzujący się rozpatrywaniem zjawisk polityki międzynarodowej przez pryzmat kategorii geograficznych (wielkiej przestrzeni), wykorzystywaniem agregowanych wyników badań (złożonych z wielu danych obejmujących kilka – kilkanaście dziedzin wiedzy). W tym znaczeniu geopolityka bywa postrzegana jako subdyscyplina nauk;
- metoda skutecznego wykorzystania wiedzy z zakresu geografii, historii, nauk politycznych, wojskowych i ekonomicznych w celu jak najskuteczniejszej realizacji celów politycznych danego państwa (ośrodka siły). Dla tego znaczenia terminu „geopolityka” używa się określenia „geopolityka stosowana” (w odróżnieniu od geopolityki jako nauki);
- jedna z pięciu kategorii określających i badających państwo według teorii stworzonej przez Rudolfa Kjelléna, dotycząca jego struktury przestrzennej. Dzieliła się na fizjopolitykę i morfopolitykę[3].

### Wybór definicji
- Geopolityka jest nauką o zastosowaniu zasad geografii w polityce światowej – The Columbia Encyclopedia 1965,
- Geopolityka zajmuje się badaniami wzajemnych relacji między naturalnymi elementami geografii a polityką państw – Dictionnaire de Robert 1965,
- Geopolityka jest nauką, która bada relację między cechami geograficznymi państwa a jego polityką – Grand Dictionnaire Larousse 1983,
- Geopolityka jest zastosowaniem wiedzy geograficznej do polityki światowej – William T. Fox, Geopolitics and International Relations, [w:] NATO Advanced Research Workshop, Bruksela 1983,
- Geopolityka współcześnie bada rywalizację między supermocarstwami (układ Wschód-Zachód) o dominację nad strefami peryferyjnymi (układ Północ-Południe) – Peter Taylor, Political geography of the Twentieth Century: a Global Analysis, Londyn 1993,
- Geopolityka zajmuje się zmiennymi układami sił na niezmiennej przestrzeni – Leszek Moczulski, Geopolityka Potęga w czasie i przestrzeni, Warszawa 1999,
- Geopolityka to doktryna polityczna głosząca, że zjawiska, procesy i fakty polityczne są wyznaczane przez warunki geograficzne – Słownik Języka Polskiego PWN[4].

## Subdyscypliny
Subdyscyplinami geopolityki są:
- astropolityka
- astrostrategia
- geoekonomia
- geohistoria
- geostrategia.

## Geneza
Geopolityka narodziła się pod koniec XIX wieku. Termin ten został użyty po raz pierwszy przez Szweda, Rudolfa Kjelléna, w artykule pt. Studier öfver Sveriges politiska gränser, opublikowanym w Sztokholmie na łamach czasopisma „Ymer” w 1899 r. Do ojców geopolityki zalicza się także: Fryderyka Ratzela, Alfreda Mahana, Halforda Johna Mackindera oraz Karla Haushofera, którzy tworzyli na przełomie XIX i XX wieku.
Kjellen twierdził, że państwo nieodłącznie związane z ziemią, na której bytuje, stale współzawodniczy z sąsiadującymi państwami, chcąc zdobyć prawo do przewodzenia innymi.
Ratzel, niemiecki geograf, stworzył geopolityczne podwaliny pod niemiecką koncepcję Mitteleuropy. Powiązał ściśle dążenia polityczne z determinantem geograficznym. Mahan, amerykański admirał, stworzył koncepcję przewagi potęgi morskiej nad lądową. Jego koncepcje odnoszące się do amerykańskiej supremacji są nadal stałym elementem kształcenia oficerów i dyplomatów w Stanach Zjednoczonych.

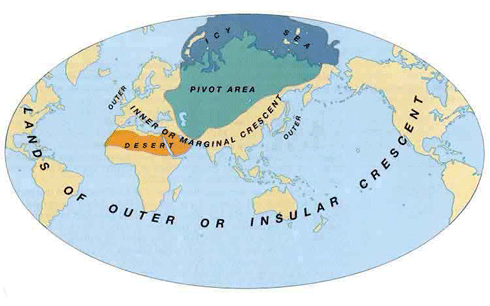
Mapa Mackindera z zaznaczonym Pivot Area

Mackinder, brytyjski geograf, jest autorem najsłynniejszej koncepcji geopolitycznej związanej z ukutymi przez niego pojęciami: World Island (Światowa Wyspa) i Heartland (Obszar Centralny; pierwotnie Pivot Area – Obszar Osiowy). Jego zdaniem to na Światowej Wyspie (obejmującej Eurazję i Afrykę) rozgrywały się najważniejsze wydarzenia dziejowe. Na tym obszarze wyznaczył rejon krytyczny – Heartland, usytuowany w jego środkowo-północnej części. Geopolityczne prawo Mackindera sprowadzało się w skrócie do stwierdzenia: kto panuje nad Wschodnią Europą, panuje nad Obszarem Centralnym; kto panuje nad Obszarem Centralnym, panuje nad Światową Wyspą; kto panuje nad Światową Wyspą, panuje nad światem.
W 1943 zmodyfikował nieco swoją teorię, stwierdzając, iż morski odpowiednik Heartlandu stanowi Midland Ocean Basin, czyli basen północnego Atlantyku od Gór Skalistych w Ameryce Północnej do rzeki Wołgi na pograniczu Europy i Azji. I dopiero połączenie potencjału głównych mocarstw zarówno w ramach Heartlandu: ZSRR, Chin i Niemiec, jak i basenu północnego Atlantyku: USA, Wielkiej Brytanii i Francji spowoduje, że oba te ośrodki będą w stanie rywalizować o panowanie nad światem. W ten sposób Mackinder przewidział, że z Heartlandu i basenu Atlantyku wyłonią się dwie potęgi: USA i ZSRR, które rozpoczną walkę o władzę nad światem, a rejonem ich starcia stanie się Płaszcz Próżni: Azja wschodnia, Indie, Bliski Wschód, Afryka Północna.
Haushofer, niemiecki generał, był twórcą koncepcji geopolitycznej zakładającej podział świata na cztery panregiony geopolityczne, rozciągające się południkowo: amerykański, niemiecki, rosyjski i japoński. Założyciel najsłynniejszego pisma geopolitycznego Zeitschrift für Geopolitik.
Ojcowie geopolityki dali początek geopolityce klasycznej, do przedstawicieli której można zaliczyć m.in.: Nicholasa Spykmana (koncepcja Rimlandu), Aleksandra de Seversky’ego czy Saula Cohena.
Własną koncepcję geopolityczną wykreował Carl Schmitt, który uznał iż „kluczem” do rozpoznania mechanizmu dziejów jest konflikt między potęgami „morskimi” (talassokracjami) i „lądowymi” (tellurokracjami), przy czym uosobieniem potęgi morskiej miałby być legendarny „Lewiatan”, zaś lądowej – „Behemot”. Koncepcję tę rozwinął m.in. George Modelski w swojej teorii cykli hegemonicznych.
| okres           | Potęga morska   | Potęga lądowa        |
| --------------- | --------------- | -------------------- |
| ok. 1200 p.n.e. | Mykeny          | Troja                |
| V w. p.n.e.     | Ateny           | Sparta               |
| 264–146 p.n.e.  | Kartagina       | Rzym                 |
| IX w.           | Normanowie      | Imperium Karolińskie |
| XIII–XIV w.     | Wenecja         | Imperium Mongołów    |
| XV–XVI w.       | Portugalia      | Hiszpania            |
| 1660–1688       | Holandia        | Francja              |
| 1744–1815       | Wielka Brytania | Francja              |
| 1815–1907       | Wielka Brytania | Rosja                |
| 1885–1945       | Wielka Brytania | Niemcy               |
| 1945–1991       | USA             | ZSRR                 |

Alternatywną wobec powyższych koncepcję geopolityczną przedstawił rosyjski geopolityk Wieniamin Siemonow Tien-Szański (1870–1942), który wyodrębnił na powierzchni ziemi obszar „krytyczny”, między równikiem a 45 północnym równoleżnikiem. W tym obszarze zaznaczył trzy wielkie zatoki oceaniczne: europejskie Morze Śródziemne wraz z Morzem Czarnym, Morze Chińskie (Południowe i Wschodnie) wraz z Morzem Japońskim oraz Morze Karaibskie wraz z Zatoką Meksykańską. Tien-Szański uważał, iż hegemonem świata będzie ten kto będzie w stanie rządzić jednocześnie wszystkimi trzema morzami, a trzema „władcami świata” będą te trzy mocarstwa, z których każda zawładnie jednym z tych mórz. Wyróżnił też trzy rodzaje globalnych mocarstw.
- pierścieniowy – skoncentrowany wokół morza. Przykłady: Imperium Rzymskie, Cesarstwo Bizantyńskie, Kolonie Wenecji, Imperium Osmańskie – wokół Morza Śródziemnego, Szwecja wokół Morza Bałtyckiego.
- punktowy – który tworzą państwa mieszczące się na wyspach i półwyspach i dysponujące silną flotą. Tworzą one porty, punkty strategiczne, bazy wojenne w strategicznie ważnych punktach planety, jak czyniły to: Hiszpania, Niderlandy, Wielka Brytania, czy Japonia.
- kontynentalny – jest oparty na modelu „od morza do morza”, wnętrze kontynentu obejmuje obszerne terytorium, dwoma krańcami „opierające się” o obmywające jej krańce oceany. Przykładem takiego modelu były m.in. starożytna Persja, imperium Aleksandra Wielkiego, Imperium Mongołów, Imperium Rosyjskie a współcześnie USA oraz ZSRR, a następnie Rosja[17].

## Geopolityka polska
W Polsce geopolityka akademicka narodziła się bardzo wcześnie, bo na przełomie XIX i XX wieku. Ojcem geopolityki polskiej był Eugeniusz Romer, którego sztandarowe dzieła takie jak Rola rzek w historii i geografii narodów (1901), czy Ziemia i państwo. Kilka uwag geopolitycznych (1939) po dziś dzień nie straciły swojej aktualności. Polska geopolityka wyłoniła się z naukowego sporu między Eugeniuszem Romerem oraz Wacławem Nałkowskim. Ten ostatni stworzył tezę badawczą o przejściowym charakterze ziem polskich, zarówno w znaczeniu komunikacyjnym, jak i kulturowym. Romer odniósł się do niej bardzo krytycznie, wskazując na pomostowy charakter ziem polskich, usytuowanych między Morzem Bałtyckim a Morzem Czarnym.
Do akademickich geopolityków polskich zaliczają się także m.in.: Michał Janiszewski, Maria Kiełczewska, Ignacy Matuszewski, Leszek Moczulski, Jerzy Niezbrzycki (ps. Ryszard Wraga), Andrzej Piskozub, Władysław Studnicki, Leszek Sykulski, Zygmunt Wojciechowski, Tomasz Gabiś, Jacek Bartosiak.
W Polsce działa Polskie Towarzystwo Geopolityczne, Instytut Geopolityki, Europejskie Centrum Analiz Geopolitycznych, odbywają się zjazdy geopolityków.
W Krakowie od 2022 roku na Uniwersytecie Komisji Edukacji Narodowej można studiować geopolitykę zarówno jako studia I stopnia (3 lata), albo studia II stopnia (3 lata).

## Czasopisma
- Geopolityka. Półrocznik Instytutu Geopolityki – czasopismo naukowe założone przez Leszka Sykulskiego, prezesa Instytutu Geopolityki.